# Ciliegia del monte
La ciliegia del monte è una varietà di ciliegia prodotta nell'area vesuviana.
Ha la buccia di colore giallo-rosato da un lato mentre è di colore rosso scuro dall'altro. La polpa è di colore giallastro, e di consistenza croccante.
È riconosciuta come prodotto agroalimentare tradizionale della regione Campania.